# Maria Lluïsa d'Àustria-Este
Maria Lluïsa d'Àustria-Este (Monza, 14 de desembre de 1787 - Verona, 7 d'abril de 1816) fou arxiduquessa d'Àustria, princesa d'Hongria, de Bohèmia i d'Este amb el doble tractament d'altesa reial i imperial. Maria Lluïsa pertanyia a la branca dels Àustria-Este de la família Habsburg que governaren el Ducat de Mòdena.
Fou filla del duc Ferran III de Mòdena i de la princesa Maria Beatriu d'Este. Maria Lluïsa era neta per via paterna de l'emperador Francesc I, emperador romanogermànic i de l'arxiduquessa Maria Teresa I d'Àustria; mentre que per via materna ho era del duc Hèrcules III d'Este i de la princesa Maria Teresa Cybo Malaspina.
El dia 6 de gener de 1808 contragué matrimoni a Viena amb l'emperador Francesc I d'Àustria, fill de l'emperador Leopold II, emperador romanogermànic i de la infanta Maria Lluïsa d'Espanya. Maria Lluïsa i Francesc eren cosins germans. La parella no tingué descendència, i ella fou una gran detractora de les polítiques de Klemens von Metternich.Palmer, Alan. Metternich: Councillor of Europe (en anglès). 1997 reprint.  Londres: Orion, 1972, p. 156-165. ISBN 978-1-85799-868-9. Pocs mesos després de la mort de Maria Lluïsa l'emperador contragué de nou núpcies, aquesta vegada amb la princesa Carolina de Baviera.